# Daisy Meadows
Daisy Meadows är pseudonym för fyra engelska författare som skrivit flera serier av skönlitterära böcker om älvor för barn. De fyra författarna är Narinder Dhami, Sue Bentley, Linda Chapman och Sue Mongredien .
Böckerna, som i Sverige ges ut på B. Wahlströms bokförlag, har blivit mycket populära bland flickor.
Mellan 2003 och oktober 2006 hade 6 miljoner exemplar sålts i Storbritannien och 1,5 miljon i Australien.

### Regnbågsälvorna (The Rainbow Fairies)
Rebecka och Kristin träffas på Regnbågsön och blir kompisar. De får i uppdrag att hitta sju älvor som jagats bort från Älvlandet av den elake Kung Bore. Älvlandet har förlorat alla sina färger och de kan inte återfås förrän älvorna är tillbaka. Kung Bores svartalfer försöker hindra flickorna från att hitta älvorna. Sju böcker finns och handlar om var sin älva.
- Rubina, den röda älvan, originaltitel Ruby the Red Fairy
- Flamma, den orangea älvan, originaltitel Amber the Orange Fairy
- Mimosa, den gula älvan, originaltitel Saffron the Yellow Fairy
- Mynta, den gröna älvan, originaltitel Fern the Green Fairy
- Safira, den blå älvan, originaltitel Sky the Blue Fairy
- Druva, den blålila älvan, originaltitel Izzy the Indigo Fairy
- Viola, den violetta älvan, originaltitel Heather the Violet Fairy

### Väderälvorna (The Weather Fairies)
Rebecca är på besök hos Kristin, men vädret har blivit väldigt konstigt. Det visar sig att tuppen Kuckels sju magiska fjädrar är borta. Även denna gång är det Kung Bore och hans svartalfer som varit framme. Rebecca och Kristin får i uppgift att återta fjädrarna. Väderälvorna hjälper dem.
- Flinga, snöälvan, originaltitel Crystal the Snow Fairy
- Vendela, vindälvan, originaltitel Abigail the Breeze Fairy
- Tindra, molnälvan, originaltitel Pearl the Cloud Fairy
- Saga, solälvan, originaltitel Goldie the Sunshine Fairy
- Disa, dimälvan, originaltitel Evie the Mist Fairy
- Blossa, blixtälvan, originaltitel Storm the Lightning Fairy
- Porla, regnälvan, originaltitel Hayley the Rain Fairy

### Partyälvorna (The Party Fairies)
Älvorna har tänkt ordna en stor överraskningsfest för kung Oberon, men kung Bores svartalfer gör vad som helst för att lägga vantarna på älvornas magiska partyväskor.
- Tilda, tårtälvan, originaltitel Cherry the Cake Fairy
- Miranda, musikälvan, originaltitel Melodie the Music Fairy
- Ella, glitterälvan, originaltitel Grace the Glitter Fairy
- Klara, godisälvan, originaltitel Honey the Sweet Fairy
- Lovisa, lekälvan, originaltitel Polly the Party Fun Fairy
- Sofie, modeälvan, originaltitel Pheobe the Fashion Fairy
- Petra, presentälvan, originaltitel Jasmine the Present Fairy

### Ädelstensälvorna (The Jewel Fairies)
Kung Bores svartalfer har tagit de sju ädelstenarna från drottning Titanias krona. Nu måste Rebecka och Kristin hitta dem innan älvornas magi tar slut.
- Nova, månstensälvan, originaltitel India the Moonstone Fairy
- Glittra, granatälvan, originaltitel Scarlett the Garnet Fairy
- Stella, smaragdälvan, originaltitel Emily the Emerald Fairy
- Tuva, topasälvan, originaltitel Chloe the Topaz Fairy
- Amanda, ametistälvan, originaltitel Amy the Amethyst Fairy
- Sara, safirälvan, originaltitel Sophie the Sapphire Fairy
- Diana, diamantälvan, originaltitel Lucy the Diamond Fairy

### Husdjursälvorna (The Pet Keeper Fairies)
Husdjursälvorna har till uppgift att vaka över husdjuren på jorden och ser bl.a. till att bortsprungna husdjur hittar tillbaka till ägarna. Nu är husdjursälvornas egna djur borta och Kristin och Rebecka får till uppgift att hitta dem. Kung Bore och hans svartalfer försöker hindra dem.
- Kitty, kattungeälvan, originaltitel Katie the Kitten Fairy
- Bella, kaninälvan, originaltitel Bella the Bunny Fairy
- Molly, marsvinsälvan, originaltitel Georgia the Guinea Pig Fairy
- Vicky, hundvalpsälvan, originaltitel Lauren the Puppy Fairy
- Hanna, hamsterälvan, originaltitel Harriet the Hamster Fairy
- Lina, guldfiskälvan, originaltitel Molly the Goldfish Fairy
- Penny, ponnyälvan, originaltitel Penny the Pony Fairy

### Veckoälvorna (The Fun Day Fairies)
Veckoälvorna ser till att varje veckodag blir rolig, men när kung Bore stjäl deras magi behöver de Rebeckas och Kristins hjälp att hitta älvornas magiska roliga dagen-flaggor.
- Moa, måndagsälvan, originaltitel Megan the Monday Fairy
- Tina, tisdagsälvan, originaltitel Tallulah the Tuesday Fairy
- Olivia, onsdagsälvan, originaltitel Willow the Wednesday Fairy
- Tova, torsdagsälvan, originaltitel Thea the Thursday Fairy
- Freja, fredagsälvan, originaltitel Freya the Friday Fairy
- Linnea, lördagsälvan, originaltitel Sienna the Saturday Fairy
- Signe, söndagsälvan, originaltitel Sarah the Sunday Fairy

### Blomälvorna (The Petal Fairies)
Kung Bore har stulit de magiska kronbladen från blomälvorna! De behöver Rebecka och Kristins hjälp att få dem tillbaka. Utan de här bladen kan blommor nämligen inte växa, och de som redan har slagit ut kommer förr eller senare att vissna!
- Tyra, tulpanälvan, originaltitel Tia the Tulip Fairy
- Wilma, vallmoälvan, originaltitel Pippa the Poppy Fairy
- Nellie, näckrosälvan, originaltitel Louise the Lily Fairy
- Siri, solrosälvan, originaltitel Charlotte the Sunflower Fairy
- Emma, orkidéälvan, originaltitel Olivia the Orchid Fairy
- Thea, tusenskönsälvan, originaltitel Danielle the Daisy Fairy
- Ronja, rosenälvan, originaltitel Ella the Rose Fairy

### Dansälvorna (The Dance Fairies)
Kung Bore har med hjälp av sin trolldom tvingat bort dansälvorna från älvlandet, dessutom har svartalferna stulit deras magiska dansband. Rebecka och Kristin måste hjälpa älvorna att få tillbaka banden, annars kommer ingen att kunna dansa bra igen.
- Ebba, balettälvan, originaltitel Bethany the Ballet Fairy
- Dina, discoälvan, originaltitel Jade the Disco Fairy
- Robyn, rockälvan, originaltitel Rebecca the Rock 'n' Roll Fairy
- Stina, steppälvan, originaltitel Tasha the Tap Dance Fairy
- Johanna, jazzälvan, originaltitel Jessica the Jazz Fairy
- Sanna, salsaälvan, originaltitel Saskia The Salsa Fairy
- Isabella, isdansälvan, originaltitel Imogen the Ice Dance Fairy

### The Sporty Fairies
Ännu ej översatta till svenska.
- Helena the Horseriding Fairy
- Francesca the Football Fairy
- Zoe the Skating Fairy
- Naomi the Netball Fairy
- Samantha the Swimming Fairy
- Alice the Tennis Fairy
- Gemma the Gymnastics Fairy

### Musikälvorna (The Music Fairies)
- Polly, pianoälvan, originaltitel Poppy the Piano Fairy
- Greta, gitarrälvan, originaltitel Ellie the Guitar Fairy
- Felicia, flöjtälvan, originaltitel Fiona the Flute Fairy
- Tora, trumälvan, originaltitel Danni the Drum Fairy
- Hedvig, harpälvan, originaltitel Maya the Harp Fairy
- Fanny, fiolälvan, originaltitel Victoria the Violin Fairy
- Smilla, saxofonälvan, originaltitel Sadie the Saxophone Fairy

### Lyckodjursälvorna (The Magical Animal Fairies)
Kung Bore har tagit Lyckoälvornas djurungar, som har magiska krafter som gör att älvor och människor kan ha sju olika goda egenskaper. Nu måste Kristin och Rebecka hjälpa älvorna att hitta djurungarna.
- Alicia, drakälvan, originaltitel Ashley the Dragon Fairy
- Sofia, sotkattsälvan, originaltitel Lara the Black Cat Fairy
- Frida, fenixälvan, originaltitel Erin the Firebird Fairy
- Sandra, sjöhästälvan, originaltitel Rihanna the Seahorse Fairy
- Svea, snösvansälvan, originaltitel Sophia the Snow Swan Fairy
- Elin, enhörningsälvan, originaltitel Leona the Unicorn Fairy
- Isabelle, isbjörnsälvan, originaltitel Caitlin the Ice Bear Fairy

### The Green Fairies
Ännu ej översatta till svenska.
- Nicole the Beach Fairy
- Isabella the Air Fairy
- Edie the Garden Fairy
- Coral the Reef Fairy
- Lily the Rainforest Fairy
- Milly the River Fairy
- Carrie the Snow Cap Fairy

### Havsälvorna (The Ocean Fairies)
- Dora, delfinälvan, originaltitel Ally the Dolphin Fairy
- Selma, sälälvan, originaltitel Amelie the Seal Fairy
- Ida, pingvinälvan, originaltitel Pia the Penguin fairy
- Jasmine, sköldpaddsälvan, originaltitel Tess the Sea Turtle Fairy
- Sally, sjöstjärneälvan, originaltitel Stephanie the Starfish Fairy
- Vera, valälvan, originaltitel Whitney the Whale Fairy
- Cajsa, clownfiskälvan, originaltitel Courtney the Clownfish Fairy

### The Twilight Fairies
Ännu ej översatta till svenska.
- Ava the Sunset Fairy
- Lexi the Firefly Fairy
- Zara the Starlight Fairy
- Morgan the Midnight Fairy
- Yasmin the Night Owl Fairy
- Maisie the Moonbeam Fairy
- Sabrina the Sweet Dreams Fairy

### The Showtime Fairies
Ännu ej översatta till svenska.
- Madison the Magic Show Fairy
- Leah the Theatre Fairy
- Alesha the Acrobat Fairy
- 'Darcey the Dance Diva Fairy'
- Amelia the Singing Fairy
- Isla the Ice Star Fairy
- Taylor the Talent Show Fairy

### Prinsessälvorna (The Princess Fairies)
Prinsessälvornas diadem är försvunna och det blir problem i både älvornas och människornas värld. 
- Lilly, lyckoälvan, originaltitel Honor the Happy Days Fairy
- Tilde, teaterälvan, originaltitel Demi the Dressing Up Fairy
- Josefin, djurälvan, originaltitel Anya the Cuddly Creatures Fairy
- Vilda, äventyrsälvan, originaltitel Elisa the Adventure Fairy
- Elsa, kalasälvan, originaltitel Lizzie the Sweet Treats Fairy
- Lova, leksaksälvan, originaltitel Maddie the Playtime Fairy
- Alice, balälvan, originaltitel Eva the Enchanted Ball Fairy

### The Pop Star Fairies
Ännu ej översatta till svenska.
- Jessie the Lyrics Fairy

- Adele the Singing Coach Fairy
- Vanessa the Dance Steps Fairy
- Miley the Stylist Fairy
- Frankie the Make-Up Fairy
- Rochelle the Star Spotter Fairy
- Una the Concert Fairy

### Modeälvorna (The Fashion Fairies)
Kung Bore har bestämt att alla i världen ska klä sig som honom och stjäl därför Modeälvornas magiska föremål. Älvrikets fantastiska modevisning kommer att bli en katastrof om inte Kristin och Rebecka kan hjälpa till att få tillbaka föremålen.
- Sabina, skönthetsälvan, originaltitel Miranda the Beauty Fairy
- Agnes, accessoarälvan, originaltitel Claudia the Accessories Fairy
- Denise, designerälvan, originaltitel Tyra the Dress Designer Fairy
- Rut, reporterälvan, originaltitel Alexa the Fashion Reporter Fairy
- Fredrika, frisyrälvan, originaltitel Matilda the Hair Stylist Fairy
- Fatima, fotografälvan, originaltitel Brooke the Photographer Fairy
- My, modevisningsälvan, originaltitel Lola the Fashion Show Fairy

### The Sweet Fairies
Ännu ej översatta till svenska.
- Lottie the Lollipop Fairy
- Esme the Ice Cream Fairy
- Coco the Cupcake Fairy
- Clara the Chocolate Fairy
- Madeleine the Cookie Fairy
- Layla the Candyfloss Fairy
- Nina the Birthday Cake Fairy

### The Baby Animal Rescue Fairies
Ännu ej översatta till svenska.
- Mae the Panda Fairy
- Kitty the Tiger Fairy
- Mara the Meerkat Fairy
- Savannah the Zebra Fairy
- Kimberley the Koala Fairy
- Rosie the Honey Bear Fairy
- Anna the Arctic Fox Fairy

### The Magical Crafts Fairies
Ännu ej översatta till svenska.
- Kayla the Pottery Fairy
- Annabelle the Drawing Fairy
- Zadie the Sewing Fairy
- Josie the Jewelry Making Fairy
- Violet the Painting Fairy
- Libby the Story Writing Fairy
- Roxie the Baking Fairy

### Specialälvor (Special Edition Fairies), fristående böcker
- Julia, julälvan, originaltitel Holly the Christmas Fairy
- Maja, sommarälvan, originaltitel Summer the Holiday Fairy

- Stella the Star Fairy (ännu ej översatt till svenska)
- Paige the Pantomime Fairy (ännu ej översatt till svenska)
- Glimra, önskeälvan, originaltitel Chrissie the Wish Fairy
- Cassandra, karnevalsälvan, originaltitel Kylie the Carnival Fairy
- Matilda, maskeradälvan, originaltitel Flora the Fancy Dress Fairy
- Hedda, havsälvan, originaltitel Shannon the Ocean Fairy
- Gnistra, vinterälvan, originaltitel Gabriella the Snow Kingdom Fairy
- Mia the Bridesmaid Fairy (ännu ej översatt till svenska)
- Trixie the Halloween Fairy (ännu ej översatt till svenska)
- Destiny the Pop Star Fairy (ännu ej översatt till svenska)
- Juliet the Valentine Fairy (ännu ej översatt till svenska)
- Filippa, födelsedagsälvan, originaltitel Belle The Birthday Fairy
- Cheryl the Christmas Tree Fairy (ännu ej översatt till svenska)

- Cornelia, kompisälvan, originaltitel Florence the Friendship Fairy
- Emma the Easter Fairy (ännu ej översatt till svenska)
- Cara the Camp Fairy (ännu ej översatt till svenska)
- Selena the Sleepover Fairy (ännu ej översatt till svenska)
- Natalie the Christmas Stocking Fairy (ännu ej översatt till svenska)
- Keira the Film Star Fairy (ännu ej översatt till svenska)
- Olympia the Games Fairy (ännu ej översatt till svenska)

- Tamara the Tooth Fairy (ännu ej översatt till svenska)
- Angelica, ängelälvan, originaltitel Angelica the Angel Fairy

- Jennifer the Babysitter Fairy
- Lindsay the Luck Fairy (US only)
- Nicki the Holiday Camp Fairy
- Carly the Schoolfriend Fairy
- Robyn the Christmas Party Fairy
- Autumn the Falling Leaves Fairy
- Addison the April Fool's Day Fairy (US only)
- Lila and Myla the Twins Fairies
- Hannah The Happy Ever After Fairy (ännu ej översatt till svenska)
- Kate the Royal Wedding Fairy (ännu ej översatt till svenska)

- Elizabeth the Jubilee Fairy
- Alexandra the Royal Baby Fairy
- Georgie The Royal Prince Fairy

## Filmografi
- DVD: Return To Rainspell Island (2010)